# Ново гробље (Бања Лука)
Ново гробље у Бањој Луци је гробље у мјесној заједници Побрђе, Бања Лука. Гробљем управља предузеће „Градско гробље” ЈК а.д. Бањалука. Војничко гробље у Миљевићима у Источном Сарајеву, Спомен-костурница у невесињском насељу Гвозд и Ново гробље у Бањалуци уврштени су међу спомен-обиљежја од изузетног значаја за Републику Српску, одлучила је Влада Републике Српске 29. фебруара 2024. године. Одлуке су донесне на приједлог Одбора Владе Републике Српске за његовање традиције ослободилачких ратова. Адреса је Франца Шуберта 11.

## Положај и изглед
Градско Ново гробље се налази у мјесној заједници Побрђе, омеђено улицама Франца Шуберта, Нови Сокак и Љубице Геровац. Удаљено је мање од 2 километра од центра Бање Луке.

## Знаменитости
- Црква Светог Васкрсења Господњег

- Гроб 12 бањалучких беба

Следи преглед података о умрлим бебама:
| Име мајке          | Пол    | Рођење       | Смрт        | Име бебе |
| ------------------ | ------ | ------------ | ----------- | -------- |
| Душанка Ђукелић    | мушко  | 22. 5. 1992. | 22. 5.1992. | Ненад    |
| Живка Кнежевић     | мушко  | 22. 5. 1992. | 23. 5.1992. | Никола   |
| Фата Дедић         | мушко  | 23. 5. 1992. | 27. 5.1992. | -        |
| Жељка Тубић        | мушко  | 19. 5. 1992. | 28. 5.1992. | Бојан    |
| Зилха Мурица-Делић | женско | 1. 6. 1992.  | 1. 6.1992.  | -        |
| Нађа Пушкар        | женско | 29. 5. 1992. | 1. 6.1992.  | Раиса    |
| Сафета Медић       | женско | 26. 5. 1992. | 2. 6.1992.  | Емина    |
| Драгослава Марић   | мушко  | 3. 6. 1992.  | 5. 6.1992.  | Данијел  |
| Драгица Комљеновић | женско | 24. 5. 1992. | 7. 6.1992.  | Душана   |
| Милена Сандић      | женско | 15. 6. 1992. | 16. 6.1992. | Радијана |
| Маида Ђуран        | мушко  | 17. 6. 1992. | 17. 6.1992. | Маид     |
| Грозда Рауш        | мушко  | 28. 5. 1992. | 19. 6.1992. | Владимир |

- Партизанско спомен-гробље је изграђено послије Другог свјетског рата и простире се на око 8.000 m2. На њему су сахрањени народни хероји и истакнуте личности Народноослободилачког покрета са подручја Бањалуке и Босанске крајине. Од 2014. налази се на Листи споменика и спомен-обељежја који имају велики значај за Бањалуку.[3]
- Спомен костурница
- Споменик посвећен бањалучкој јеврејској заједници и страдалим Јеврејима у Холокаусту.

Гробница је посвећена 47 бањалучких јеврејских породица. Овдје су сахрањени посмртни остаци са старог јеврејског гробља у Борику. Споменик је изграђен 1977. године. На споменику се налази посвета.

## Знамените личности
- Франц Шуберт (1957-1992), потпоручник Војске Републике Српске. Указом предсједника Републике Српске бр. 01-21-133/93 од 28. јуна 1993. године, за изванредне успјехе у командовању и руковођењу оружаним снагама Републике Српске одликован је Орденом Милоша Обилића. Одлуком Скупштине Општине Бања Лука једна бањолучка улица носи његово име(локација робља).[4][5]
- Никола Бокан (1918-1944), командант Тринаесте крајишке ударне бригаде, народни херој
- Рада Врањешевић (1918-1944), члан Бироа Окружног комитета КПЈ за Босанску крајину, народни херој
- Богдан Вуковић (1925-1944), борац Јастребачког партизанског одреда
- Радован Вулин (1921-1941), члан Комунистичке партије Југославије
- Невенка Дадасовић (1924-1943), члан Месног комитета КПЈ за Бању Луку
- Небојша Даница (1927-1944), борац Осме крајишке ударне бригаде
- Исмета Демировић (1916-1942), болничарка Бањалучког партизанског одреда
- Вукота Ђуричковић (1901-1943), борац црногорских бригада
- Анте Јакић (1914-1942), командир чете у Бањалучком партизанском одреду, народни херој
- Боса Јуринчић (1921-1942), борац Бањалучког партизанског одреда
- Мухамед Казаз (1906-1942), политички комесар Мањачког партизанског одреда
- Сестре Боса (1913-1943) и Мара Капор (1920-1943), чланице КПЈ и активисти Народноослободилачког покрета
- Едхем Карабеговић (1908-1942), политички комесар чете у Бањалучком партизанском одреду
- Фрањо Клуз (1913-1944), први партизански пилот, народни херој
- Драго Ланг (1921-1944), секретар Окружног комитета СКОЈ-а за Подгрмеч, народни херој
- Раде Личина (1913-1942), политички комесар Четвртог крајишког партизанског одреда, народни херој
- Вахида Маглајлић (1907-1943), чланица Централног одбора АФЖ Југославије, народни херој
- Муниб Маглајлић (1914-1943), заменик политичког комесара Друге крајишке ударне бригаде
- Бошко Мажар, борац 39. крајишке дивизије
- Ивица Мажар (1915-1941), члан Окружног комитета СКОЈ-а за Босанску крајину,
- Јосип Мажар Шоша (1912-1944), начелник Штаба Петог ударног корпуса, народни херој
- Марија Мажар (1883-1943), борац Прве крајишке ударне бригаде и мајка тројице народних хероја
- Филип Мацура (1917-1941), илегалац и диверзант
- Данко Митров (1919-1942), командант Четвртог крајишког партизанског одреда, народни херој
- Есад Миџић (1917-1942), политички комесар Пролетерског батаљона Босанске крајине, народни херој
- Михајло Морача (1923-1942), борац Бањалучког партизанског одреда
- Никица Павлић (1912-1943), члан Агитпропа Окружног комитета КПЈ за Босанску крајину
- Остоја Петровић (1918-1944), борац Прве артиљеријске бригаде
- Бранко Поповић (1917-1944), командант батаљона у Једанаестој крајишкој ударној бригади, народни херој
- Карло Ројц (1915-1942), политички комесар чете за везу у Бањалучком партизанском одреду, народни херој
- Мустафа Сабитовић Ћапо (1908-1942), борац Бањалучког партизанског одреда
- Јусуф Тулић (1903-1941), члан Главног Народноослободилачког одбора за Србију и организациони секретар Покрајинског комитета КПЈ за Војводину
- Милорад Умјеновић (1920-1943), заменик политичког комесара Другог батаљона Друге пролетерске ударне бригаде, народни херој
- Касим Хаџић (1904-1942), секретар Окружног комитета КПЈ за Бању Луку, народни херој
- Руди Чајавец (1911-1942), први партизански авијатичар, народни херој
- Авдо Чарџић (1893-1944), илегални припадник Народноослободилачког покрета
- Муниб Џанић (1919-1943), борац Бањалучког партизанског одреда
- Рушид Џехверовић (1921-1942), борац Бањалучког партизанског одреда
- Ранко Шипка (1917-1944), заменик команданта Четврте крајишка дивизије, народни херој

## Галерија
- Споменик на Партизанском гробљу у Бањалуци
- Партизанско гробље у Бањој Луци
- Франц Шуберт, биста и гроб